# AFC Eskilstuna
AFC Eskilstuna ist ein schwedischer Fußballverein aus Eskilstuna.

## Geschichte
Väsby United entstand Anfang 2005 durch den Zusammenschluss der beiden Stockholmer Fußballvereine Väsby IK und FC Café Opera. Der Fusionsverein übernahm in der Spielzeit 2005 den Startplatz des FC Café Opera in der zweitklassigen Superettan. In seiner ersten Spielzeit Tabellenneunter belegt der Klub am Ende der folgenden Spielzeit einen Relegationsplatz zur drittklassigen Division 1. Nach einem Unentschieden und einer Niederlage gegen IK Sirius stieg der Klub in die dritte Liga ab.
Unter Trainer Mikael Stahre stieg die Mannschaft in der Drittliga-Spielzeit 2007 als Tabellenzweiter hinter Assyriska Föreningen direkt wieder auf. Ende 2008 übernahm Thomas Lagerlöf die Mannschaft, die unter seiner Leitung die Zweitliga-Spielzeit 2009 auf dem letzten Nicht-Abstiegsplatz beendete. In der anschließenden Spielzeit stand der Klub bereits vorzeitig zwei Spieltage vor Saisonende als Absteiger fest.
Vor Beginn der Spielzeit 2007 schloss Väsby United mit AIK ein Kooperationsabkommen, in dem AIK dem Vertragspartner beim Aufbau professioneller Strukturen unterstützt – beispielsweise wechselte der vormalige AIK-Torwarttrainer Anders Almgren den Klub – und im Gegenzug Väsby United Talenten Spielpraxis zukommen lässt. So kamen AIK-Spieler wie Saihou Jagne, Walid Atta, Martin Kayongo-Mutumba oder Viktor Lundberg zu Einsätzen für den Kooperationspartner in der Superettan.
Am Ende der Spielzeit 2010 stieg Väsby United als Tabellenletzter in die Drittklassigkeit ab. Das folgende Jahr war von ökonomischen Problemen geprägt, insbesondere nach Auslaufen des Kooperationsabkommens mit AIK. Im Sommer 2012 intensivierte der Klub die Zusammenarbeit mit dem Fünftligisten Athletic FC, hieraus resultierte am 23. Juli des Jahres eine Umbenennung in AFC United. Auf dem letzten Nicht-Abstiegsplatz der Nordstaffel gelang der Klassenerhalt.
2014 war der Klub wieder zweitklassig und nur zwei Jahre später schaffte das Team nach einem zweiten Platz in der Superettan 2016 den Aufstieg in die höchste Liga. Gleichzeitig fusionierte der Klub mit der ersten Mannschaft des Eskilstuna City FK. Unter dem Namen AFC Eskilstuna verlagerte der Verein seinen Sitz von Solna nach Eskilstuna und trägt seine Heimspiele im Tunavallen aus.

## Trainer
- Özcan Melkemichel (2013–2016)

## Spieler
- Niklas Westberg (2003–2006, 2008–2009)
- Niklas Backman (2008–2009)
- Fredrik Holster (2008–2010)